# Resolutie 1695 Veiligheidsraad Verenigde Naties
Resolutie 1695 van de Veiligheidsraad van de Verenigde Naties werd unaniem door de VN-Veiligheidsraad aangenomen op 15 juli 2006. De resolutie veroordeelde proeflanceringen met ballistische raketten die Noord-Korea op 5 juli had gehouden en verbood de lidstaten om nog materialen of technologie die voor die raketten kon worden gebruikt aan dat land te leveren.
Resolutie 1695 was ingediend door Japan en was een compromis tussen de Verenigde Staten, Japan en Frankrijk, die aanstuurden op sancties, en China en Rusland, die milder wilden zijn. Noord-Korea zelf verwierp de resolutie als "een product van de vijandige Amerikaanse politiek tegenover Noord-Korea".

## Achtergrond
Al in 1992 werd een akkoord gesloten over de bevriezing van Noord-Korea's kernprogramma. In het begin van de 21e eeuw kwam het land echter in aanvaring met de Verenigde Staten, die het bij de zogenaamde as van het kwaad rekenden. Noord-Korea hervatte de ontwikkeling van kernwapens en ballistische raketten om ze af te dragen. In oktober 2006 voerde het land een eerste kernproef uit, in mei 2009 gevolgd door een tweede.

## Inhoud

### Waarnemingen
De Veiligheidsraad was erg bezorgd om de ballistische raketten die door Noord-Korea waren gelanceerd. Met die raketten konden kern-, chemische- en biologische wapens worden afgevuurd. Het land brak hiermee ook de belofte om geen raketten meer te lanceren. Verder bracht het ook de burgerluchtvaart en de scheepvaart in gevaar door niet vooraf te waarschuwen. Hier kwam nog bij dat het land te kennen gegeven nog meer raketten te zullen lanceren.
De Veiligheidsraad wilde dat de situatie vreedzaam en diplomatisch werd opgelost. Voorts betreurde men het feit dat Noord-Korea zich wilde terugtrekken uit het non-proliferatieverdrag om kernwapens te ambiëren.

### Handelingen
De Veiligheidsraad veroordeelde de verschillende raketlanceringen van Noord-Korea op 5 juli, en eiste dat het land zijn raketprogramma opschortte. Alle lidstaten moesten voorkomen dat raketten, aanverwante materialen en goederen en technologieën naar Noord-Korea's wapenprogramma's gingen.
Verder werd erop aangedrongen dat Noord-Korea zich opnieuw bij het zeslandenoverleg zou vervoegen om alle kernwapenprogramma's stop te zetten en dat het zich weer bij het non-proliferatieverdrag zou aansluiten.

## Verwante resoluties
- Resolutie 825 Veiligheidsraad Verenigde Naties (1993)
- Resolutie 1718 Veiligheidsraad Verenigde Naties
- Resolutie 1874 Veiligheidsraad Verenigde Naties (2009)

Lijst ·  1652 ·  1653 ·  1654 ·  1655 ·  1656 ·  1657 ·  1658 ·  1659 ·  1660 ·  1661 ·  1662 ·  1663 ·  1664 ·  1665 ·  1666 ·  1667 ·  1668 ·  1669 ·  1670 ·  1671 ·  1672 ·  1673 ·  1674 ·  1675 ·  1676 ·  1677 ·  1678 ·  1679 ·  1680 ·  1681 ·  1682 ·  1683 ·  1684 ·  1685 ·  1686 ·  1687 ·  1688 ·  1689 ·  1690 ·  1691 ·  1692 ·  1693 ·  1694 ·  1695 ·  1696 ·  1697 ·  1698 ·  1699 ·  1700 ·  1701 ·  1702 ·  1703 ·  1704 ·  1705 ·  1706 ·  1707 ·  1708 ·  1709 ·  1710 ·  1711 ·  1712 ·  1713 ·  1714 ·  1715 ·  1716 ·  1717 ·  1718 ·  1719 ·  1720 ·  1721 ·  1722 ·  1723 ·  1724 ·  1725 ·  1726 ·  1727 ·  1728 ·  1729 ·  1730 ·  1731 ·  1732 ·  1733 ·  1734 ·  1735 ·  1736 ·  1737 ·  1738